# Кастел Сант'Анђело
Кастел Сант'Анђело (итал. Castel Sant'Angelo) је насеље у Италији у округу Ријети, региону Лацио.
Према процени из 2011. у насељу је живело 480 становника. Насеље се налази на надморској висини од 443 м.

## Становништво
| 1936. | 1951. | 1961. | 1971. | 1981. | 1991. | 2001. | 2011. |
| ----- | ----- | ----- | ----- | ----- | ----- | ----- | ----- |
| 2.002 | 2.074 | 1.594 | 1.295 | 1.255 | 1.320 | 1.282 | 1.289 |